# Тризонія
Тризонія — частина Німеччини, після Другої світової війни окупована військами США, Великої Британії та Французької республіки.

## Історія
Після того як США і Велика Британія почали створювати демократичні органи влади у своїй об'єднаній зоні окупації (так званій Бізонії, що існувала протягом 1946-1948 років), Франція почала отримувати менше вугілля з Рурського басейну, який перебував на території Бізонії, бо французи не мали права голосу при розподілі постачань. Розуміючи невдоволення Франції, США і Велика Британія запропонували створити для управління Руром міжнародний контрольний орган з участю Франції, але без Радянського Союзу. Натомість Париж мав погодитися на приєднання своєї окупаційної зони до Бізонії.
Після кількох раундів секретних зустрічей представників США, Великої Британії, Франції та країн Бенілюксу за погодженням позицій щодо німецького питання, 1 червня 1948 були підписані угоди, за якими створювався Міжнародний контрольний орган з Руру. Сторони погоджувалися з участю Німеччини в «плані Маршалла» та її вступом до Організації європейського економічного співробітництва. Країни домовлялися сприяти інтеграції французького сектора окупації з Бізонією (офіційно їхнє злиття в Тризонію відбулося в липні 1948). Для розв'язання поточних питань управління західними секторами Німеччини була сформована Союзна рада військової безпеки. На знак протесту проти створення Тризонії СРСР вийшов зі складу Союзної Контрольної ради, і та припинила існування. 20 червня 1948 на території Західної Німеччини союзники почали проведення грошової реформи. Американо-британська Бізонія перетворилася в Тризонію, з якої 7 вересня 1949 була утворена Федеративна Республіка Німеччина.
Місяцем пізніше, 7 жовтня 1949, з радянської зони утворилося НДР. Західний Берлін став «особливою зоною ООН, регульованою СРСР, Францією, США і Великою Британією». Так тривало до 1990, коли ФРН, НДР і Західний Берлін об'єдналися в єдину Німеччину.